# Américo Ximenes

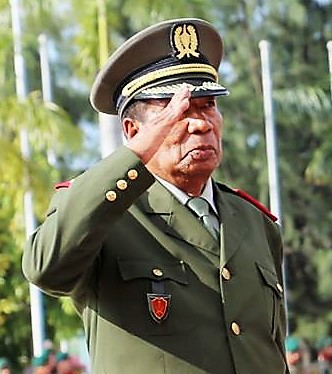
Américo Ximenes

Américo Ximenes (* 11. Juni 1953 in Uato-Lari, Portugiesisch-Timor), Kampfname Sabika Bessi Kulit (auch Sabica), ist ein osttimoresischer Offizier.

## Werdegang
Ximenes wurde bereits bei Gründung der Forças Armadas de Libertação Nacional de Timor-Leste (FALINTIL) am 20. August 1975 Mitglied und kämpfte zunächst im Bürgerkrieg in Osttimor 1975 und dann gegen die indonesischen Invasoren (1975–1999). Zuletzt war Ximenes Kommandant und Sekretär der Region II. Unter der Übergangsverwaltung der Vereinten Nationen für Osttimor (1999–2002) wurde die FALINTIL in die Verteidigungskräfte Osttimors (F-FDTL) überführt. Ximenes wurde am 21. Juni 2001 zum Oberstleutnant ernannt und erster Kommandant des Trainingszentrums Nicolau Lobato in Metinaro. Später war er Chef der Divisão de Operações (J3) und Chef der Trainingsdivision im Hauptquartier. Schließlich wurde er Chef des Kabinetts der CEMG der F-FDTL und Militärattaché an der osttimoresischen Botschaft in Portugal.
Am 2. Februar 2011 erfolgte die Beförderung zum Oberst und am 7. Juni 2018 zum Brigadegeneral.

## Auszeichnungen
- Ordem de Timor-Leste (Collar)[3]
- Ordem da Guerrilha[1][2]
- Medalha Halibur[1]